# 西条産業情報支援センター
株式会社西条産業情報支援センター（さいじょうさんぎょうじょうほうしえんせんたー）は、企業支援や新事業創出等を行う産業支援機関。西条市や銀行などが出資する第三セクターである。

## 業務
- 施設指定管理運営業務
  - 西条市産業情報支援センター・西条市食の創造館の指定管理者となっている。[4]
- 企業支援業務
- 地域活性化・新事業創出業務

など。

## 沿革
- 1999年 - 「株式会社西条産業情報支援センター」設立。
- 2004年 - 地元有力企業OBを中心としたアドバイザーを起用した「技術相談室」（現：産業技術支援室）を設置。
- 2007年 - 西条産業情報支援センターを指定管理者として西条市食の創造館を設立。
- 2013年 - 経済産業省より経営革新等支援機関に認定される。
- 2021年 - 西条市「産業イノベーション機能」「まちの人事機能」の確立を担う産業支援及び人材コーティネーター着任。
- 2022年 - 「ひと・夢・未来創造拠点複合施設（愛称「SAIJO BASE」）」へ移転。